# 의약화학
의약화학(醫藥化學, 영어: medicinal chemistry)은 의약품의 제조에 관한 학문이다. 의약품은 생체의 작용을 가지는 화합물 중에 인류에게 유용한 것을 말한다. 이를 디자인하기 위해서는 생체에 특별한 작용을 가지는 화합물을 발견하고(작용기작의 발견), 원리에 기초하여 후보 화합물을 설계하고(구조성 상관의 분석), 실제로 합성하여(유기합성법의 구사), 이들 화합물의 생리활성을 검증하는 것이 필요하다.
다음과 같은 다방면의 지식이 요구되는 학문 분야이다.
- 작용기작 - 약리학
- 구조활성관련 - 생화학, 분자생물학
- 합성법 - 유기화학, 생물유기화학

## 같이 보기
- 생약학
- 약물동태학
- 약리학
- 약물특이분자단